# Demling (Bach an der Donau)

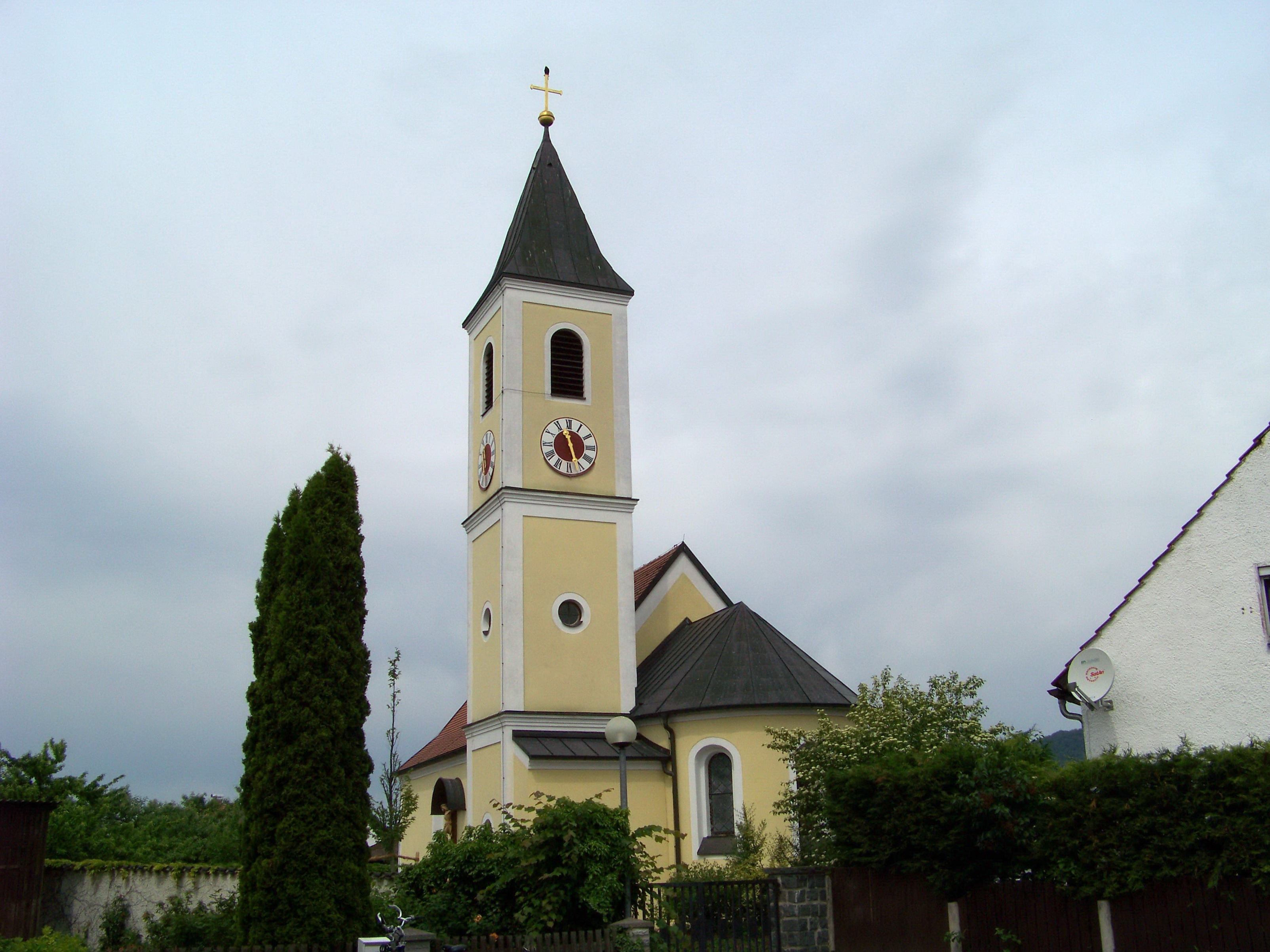
Filialkirche St. Andreas Demling

Demling ist ein Gemeindeteil von Bach an der Donau im Landkreis Regensburg.

## Geographie
Das Kirchdorf Demling liegt am nördlichen Donauufer gegenüber Friesheim.

## Geschichte
Die Kirche St. Andreas in Demling ist ein kleiner Bau des 17. Jahrhunderts mit eingezogenem, halbrund geschlossenen Chor. 1818 wurde durch das bayerische Gemeindeedikt die Gemeinde Demling begründet. Im Zuge der Gebietsreform in Bayern kam Demling am 1. Januar 1978 zu Bach an der Donau.